# Karel Petrů
Karel Petrů (Březové Hory, 24 gennaio 1891 – 1949) è stato un giornalista e allenatore di calcio cecoslovacco.

## Carriera
Petrů lavorò come giornalista e ottenne nel 1931 l'incarico di guidare la Nazionale di calcio della Cecoslovacchia, che guidò in quattro differenti periodi nel corso di quattro anni. Fu lui che sedette sulla panchina dei cecoslovacchi quando questi raggiunsero uno dei migliori risultati della loro storia, la finale dei Mondiali 1934 persa con l'Italia padrona di casa.